# Viktor Verschaeve
Viktor Verschaeve (ur. 3 sierpnia 1998 w Brasschaat) – belgijski kolarz szosowy.

## Osiągnięcia
Opracowano na podstawie:

2015
- 1. miejsce na 1. etapie Keizer der Juniores

2016
- 2. miejsce w Route des Géants

2018
- 2. miejsce w mistrzostwach Belgii (jazda drużynowa na czas)

2019
- 2. miejsce w Liège-Bastogne-Liège U23

2020
- 1. miejsce na 2. etapie Tour de Savoie Mont-Blanc

## Rankingi
| Rok             | 2018  | 2019  | 2020  | 2021 | 2022  |
| --------------- | ----- | ----- | ----- | ---- | ----- |
| World Ranking   | 1539. | 1315. | 1528. | -    | 1970. |
| UCI Europe Tour | 1061. | 906.  | 1139. | -    | 1262. |
|                 |       |       |       |      |       |
| Źródło: UCI     |       |       |       |      |       |